# Charlie George
Frederick Charles George est un footballeur anglais né le 10 octobre 1950 à Islington, Londres.

## Palmarès

### En club
- Coupe des villes de foires :
  - Vainqueur : 1970.

- Supercoupe de l'UEFA :
  - Vainqueur : 1979.

- Championnat d'Angleterre :
  - Champion : 1971.

- Coupe d'Angleterre :
  - Vainqueur : 1971.

- Charity Shield :
  - Vainqueur : 1975.

### Individuel
- Derby County FC Player of the Year en 1976. Il faisait partie du groupe des troubadours du dimanche